# Sierra de Francia

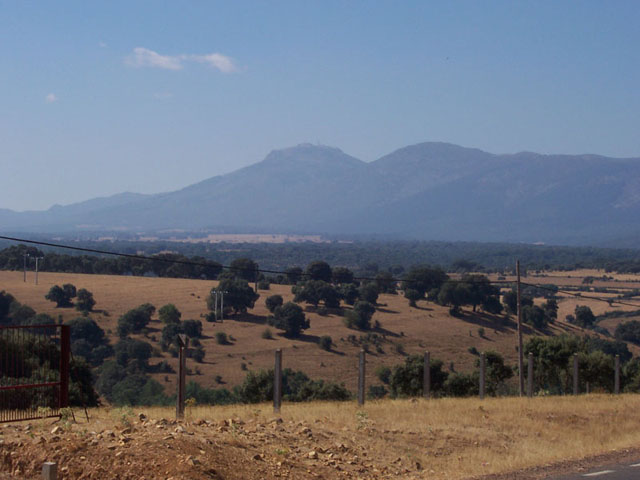
La Peña de Francia, la cim més alt

La Sierra de Francia és una comarca a la Província de Salamanca, en Espanya, situada en el sud de la província a uns 70 km de Salamanca, la capital de província. És una zona molt despoblada encara que és la comarca de major tradició turística de tota la província de Salamanca. Conté tot un seguit de poblacions serranes d'enorme valor monumental, uns paratges de gran valor paisatgístic, rica en folklore, artesania i gastronomia tradicional. La seva riquesa mediambiental li va fer mereixedor del nomenament de gran part del seu territori com parc natural de Las Batuecas-Sierra de Francia el 1978. Alhora, li acaba de ser reconegut també el títol de "reserva de la biosfera" juntament amb la Sierra de Béjar. La cultura i l'arquitectura tradicional altament conservades en els municipis de la serra han dut a aconseguir la declaració de Conjunt Històric-Artístic a diverses viles de la comarca: Mogarraz, San Martín del Castañar, Sequeros, Miranda del Castañar, Villanueva del Conde i La Alberca.

## Geografia
La serralada de la Sierra de Francia pertany al Sistema Central. És un mitjà muntanyenc amb valls de diversos rius poblats de grans masses boscoses, un terreny elevat sobre l'altiplà Castellà on acaba la plana salmantina, amb tot un seguit de cims entre les quals destaca la Peña de Francia amb 1723 m. d'altitud, en el cim se situa el santuari marià més alt del món, un repetidor de RTVE i un mirador. El punt més elevat de la serra és el pic de La Hastiala de 1.735 m. També són ressenyables la Mesa del Francés amb 1.638 m., i el Pic Robledo amb 1.614 m. La serralada és travessada pel recorregut de diversos rius, entre els quals destaquen el riu Francia, que dona el nom a la serra, i el riu Alagón.
El formen els municipis d'Aldeanueva de la Sierra, Cepeda, Cereceda de la Sierra, Cilleros de la Bastida, El Cabaco, El Maíllo, El Tornadizo, Escurial de la Sierra, Garcibuey, Herguijuela de la Sierra, La Alberca, La Bastida, La Rinconada de la Sierra, Las Casas del Conde, Linares de Riofrío, Madroñal, Miranda del Castañar, Mogarraz, Molinillo, Monforte de la Sierra, Nava de Francia, Navarredonda de la Rinconada, Pinedas, San Esteban de la Sierra, San Martín del Castañar, San Miguel de Valero, San Miguel del Robledo, Santibáñez de la Sierra, Sequeros, Sotoserrano, Valero i Villanueva del Conde.